# Joppa auronitens
Joppa auronitens là một loài tò vò trong họ Ichneumonidae.